# Qi (sladdlös laddning)

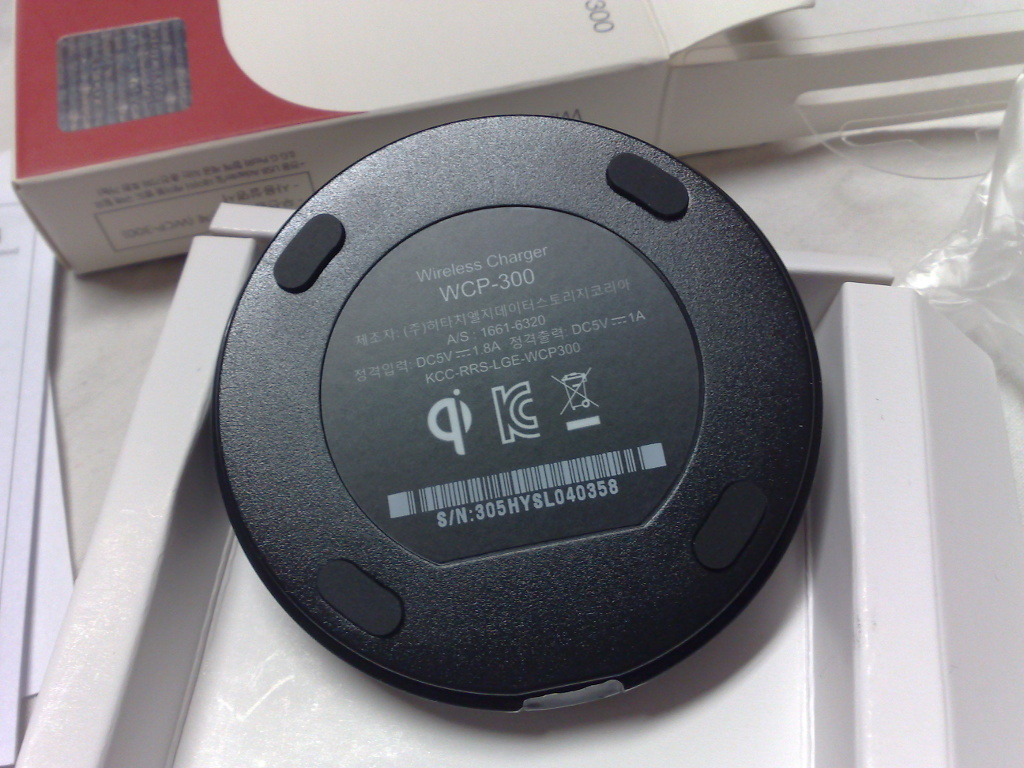
Baksidan av en LG WCP-300 Qi trådlös laddare.

Qi är ett proprietärt gränssnitt för trådlös batteriladdning som är utvecklat av Wireless Power Consortium. Gränssnittet har fått sitt namn efter det kinesiska begreppet qi, uttalat /tʃiː/, som är ett energiflöde i folktron.

## Syfte
Förhoppningen bakom standarden Qi för sladdlös batteriladdning handlar om kompatibilitet för laddningsstationer och portabla enheter oavsett fabrikat, och att dessa inte behöver kopplas samman med sladd.

## Teknik
En portabel enhet som följer Qi-standararden läggs på en Qi-laddningsplatta för att laddning skall starta. Portabla enheter kan vara en mobiltelefon, digitalkamera eller annan batteridriven hemelektronik. Laddningen sker via magnetfält/induktion. Mobiltelefoner med stöd för Qi-standarden har i regel även stöd för laddning via kabel medan laddningsplatta får köpas separat för att kunna dra nytta av sladdlös laddning. Qi-teknologin finns inbyggd i antingen mobiltelefonen eller i ett utbytbart bakstycke/skal. 

## Historik
Startskottet för tekniken togs i slutet av år 2008 när de första bolagen lade grunden till konsortiet Wireless Power Consortium. Nokia var inte med vid starten men anslöt till konsortiet under år 2009. Fram till och med september 2017 har 244 bolag anslutit sig, bland annat bolag som Samsung, Sony, LG, Motorola, Apple och HTC.
I mars 2011 presenterades de första kommersiella produkterna med stöd för Qi-laddning samt Qi-laddningsplatta . På den svenska marknaden var Nokia Lumia 920, annonserad i september 2012, en av de första mobiltelefonerna med inbyggt stöd för Qi-laddning. Modellen kan laddas antingen med hjälp av USB-kabel eller Qi-laddningsplatta beroende på vilken laddningsmetod som finns tillgänglig eller vilken som föredras.
I mars 2014 anslöt sig det 200:e bolaget till medlemslistan .
Apple erbjöd vid anslutningstidpunkten endast Qi-laddning för Apple Watch, men endast Apples egen laddare fungerar. Detta ändrades dock i och med releasen av modell 3 av Apples digitala klocka som följer Qi-standarden helt.